# Мержаново (платформа)
Мержаново — остановочный пункт, расположенный в хуторе Мержаново Неклиновского района Ростовской области.. Остановочный пункт построен в 1932 году.
Относится к Ростовскому отделению Северо-Кавказской железной дороги. На платформе останавливается 35 пригородных поездов, следующих до станций Таганрог-2, Успенская, Ростов-Главный. На платформе оборудованы остановочные павильоны.
- Павильоны на платформе
- Электричка на остановке